# بيوتر كولودين
بيوتر كولودين (بالروسية: Пётр Иванович Колодин، 23 سبتمبر 1930 - 4 فبراير 2021) رائد فضاء سوفيتي. على الرغم من تقاعده في عام 1983 دون الطيران في الفضاء، فقد خدم كولودين في مهام غير طيران في عدة رحلات فضائية.

## السيرة الشخصية
ولد كولودين في نوفوفاسيليفكا في الاتحاد السوفيتي (الآن في زابوريازيا أوبلاست، أوكرانيا). في عام 1959 تخرج من الأكاديمية العسكرية للهندسة والهندسة اللاسلكية بميدالية ذهبية. ثم أصبح كولودين ضابطًا مهندسًا في القوات المسلحة السوفيتية حتى اختياره رائد فضاء.
تم اختياره كرائد فضاء سوفيتي كجزء من تي إس بي كي 2 في عام 1963. دخل تدريب رواد الفضاء في يناير 1963 وأكمل تدريبه في يناير 1966. بعد الانتهاء من تدريبه خدم كولودين بأدوار غير طيران (احتياطية) في فوسخود 2، ورحلات فضاء Soyuz 5 وSoyuz 7 وSoyuz 11 وSoyuz 12. تدرب كمهندس اختبار للطاقم الأول للطيران على متن سويوز 11 إلى أول زيارة لمحطة ساليوت 1 الفضائية، لكن الطاقم بأكمله صُدم عندما اشتبه في أن مهندس الرحلة فاليري كوباسوف قد أصيب بالسل. لقي الطاقم الذي حل محلهم حتفهم أثناء مهمتهم عندما تم خفض ضغط كبسولتهم أثناء الاستعدادات للعودة.
ثم كان في الطاقم الأول لبعثة الزيارة الأولى إلى محطة الفضاء ساليوت 6 مع فلاديمير دزانيبيكوف كقائد (المستقبل سويوز 27). ولكن بعد المهمة غير الناجحة لسويوز 25 تقرر تضمين طاقم رواد الفضاء في تجربة الطيران، لذلك تم استبداله بأوليج ماكاروف.
عمل كولودين لاحقًا كمراقب طيران حتى تقاعده في 20 أبريل 1983. وكان متزوجًا ولديه ابن واحد.